# Lili Schoenemann
Anna Elisabeth Schönemann (appelée Lili par Goethe), née en 1758 à Offenbach-sur-le-Main en principauté d'Isembourg-Birstein et morte en 1817 à Krautergersheim en Alsace, est une égérie.

## Biographie
Fille de Johann Wolfgang Schönemann, banquier de Francfort, elle était de religion protestante réformée calviniste (huguenote), d'origine française par sa mère née d'Orville (de). Belle et jeune, elle fut pendant quelques semaines la fiancée de Goethe qui, ne sachant pas s'accommoder de certaines conventions mondaines ni de sa religion protestante luthérienne, dut se résigner à dénouer les liens à peine formés. Un amour de jeunesse qui laissera des traces dans l'œuvre de Goethe lorsqu'il écrivait, encore à la fin de sa vie : « Elle est la première que j'ai vraiment aimée. Je puis dire aussi qu'elle a été la dernière. » Quelques années plus tard, en 1778, Elisabeth épousa Bernard-Frédéric de Turckheim. 
Elle mourut en 1817 et fut inhumée à Krautergersheim.
Lili Schoenemann a une descendante célèbre en France : la comédienne Charlotte de Turckheim.